# Немецкое общество солнечной энергии
Немецкое общество солнечной энергии (DGS) (нем. Deutsche Gesellschaft für Sonnenenergie e. V. - DGS) является немецкой секцией Международного общества солнечной энергии (ISES). Эта ассоциация была основана в Мюнхене в 1975 году учеными из Института физики плазмы Макса Планка.

## Цель
Ассоциация DGS поставила перед собой задачу преобразования энергетической отрасли в экономику устойчивой окружающей среды путем широкого внедрения возобновляемых источников энергии.
DGS преследует эту цель, с одной стороны, содействуя исследованиям в области возобновляемых источников энергии и применяя результаты исследований, полученные таким образом, на практике, а с другой стороны, лоббируя улучшение социальных и правовых условий для внедрения возобновляемых источников энергии. Для поддержки этих целей она проводит целенаправленную работу по связям с общественностью. С середины 2007 года DGS самостоятельно издает старейший немецкий экспертный журнал по солнечной энергетике SONNENENERGIE (ISSN 01723278). Ранее он выпускался компанией Solarpraxis AG (Берлин) для DGS.
Ассоциация также видит себя посредником между учеными, инженерами, архитекторами, рабочими строительной отрасли, промышленностью, властями и парламентами разных уровней. Поэтому она организует многочисленные форумы для обмена мнениями между этими социальными и экономическими группами, например, в форме конгрессов, семинаров и лекций. DGS также поддерживает ежегодную международную выставку Intersolar.
В то же время Немецкое общество солнечной энергии является ассоциацией по защите прав потребителей, как независимая некоммерческая организация. Она представляет интересы потребителей и пользователей в сферах возобновляемой энергетики и рационального использования энергии. Частные лица, а также учреждения и компании могут стать членами ассоциации. Работа организована в 36 подразделениях, некоторые из которых объединены в пять региональных объединений.

## Деятельность
- DGS структурирована децентрализованно в секциях и региональных ассоциациях. Это позволяет проводить общенациональную, а также региональную деятельность.
- DGS предлагает различные услуги и сервисы.
- DGS занимается стратегическими вопросами перехода на солнечную энергию.